# Терлецкий, Яков Петрович
Яков Петрович Терлецкий (30 июня 1912, Санкт-Петербург, Санкт-Петербургская губерния — 15 ноября 1993, Москва, Московская область) — советский и российский физик, профессор физического факультета МГУ, лауреат Премии имени М. В. Ломоносова (1944), Сталинской (1951) и Ленинской (1972) премий за работы в области магнитной индукции.

## Биография
Родился 30 июня 1912 года в Санкт-Петербурге, в семье учителей Петра Евгеньевича Терлецкого и Анны Васильевны Шейкиной. В 1930 году окончил московскую среднюю школу № 36. Обучался на специальных электротехнических курсах имени Л. Б. Красина. Затем поступил работать электромонтёром на Московском электрозаводе.
В 1931 году поступил учиться на физический факультет МГУ, который окончил в 1936 году. После окончания университета поступил в аспирантуру по кафедре теоретической физики. Под руководством Л. И. Мандельштама и И. Е. Тамма выполнил свою первую научную работу, «О предельном переходе квантовой механики в классическую» (1937). В 1939 году защитил кандидатскую диссертацию по теме «Гидродинамическая теория броуновского движения»; стал ассистентом кафедры теоретической физики МГУ.
В начале 1942 года, после возвращения из эвакуации в Казани Терлецкий вошёл в группу физиков МГУ, ведущих разработку методов радиолокации, созданную в октябре 1941 года и возглавляемую профессором С. Э. Хайкиным. В годы Великой Отечественной войны Терлецкий значительно развил теорию бетатрона — важнейшего прибора, применяемого для ускорения легких частиц — электронов.
В 1945 году защитил докторскую диссертацию по теме «Динамические и статистические законы физики» и стал доктором физико-математических наук.
Одновременно стал заместителем по науке начальника отдела «С» НКВД СССР П. А. Судоплатова в звании подполковника. В том же году был командирован к Н. Бору для проверки состояния работ в США по созданию атомной бомбы, о чём впоследствии писал в своих мемуарах.
В 1952—1956 годах, одновременно с работой на физическом факультете МГУ, руководил отделом теоретической физики Института ядерных проблем АН в Дубне.
В 1963 году создал кафедру теоретической физики и до конца жизни был заведующим кафедрой теоретической физики в Университете дружбы народов.
В 1971 году избран членом Шведского королевского научного общества в городе Уппсала.

## Научная деятельность
Обобщил теорему о невозможности классического объяснения магнетизма (теорема Бора-Ван-Левен-Терлецкого, 1939).
Совместно с С. Гвоздовером и Л. Лошаковым создал теорию отражательного клистрона (1941).
Предложил вскоре успешно реализованный метод получения сверхсильных магнитных полей путём быстрого взрывного сжатия металла в магнитном поле.
Предложил индукционный механизм объяснения ускорения космических частиц в поле быстро вращающихся магнитных звезд (предвидение пульсаров) (1945).
Предсказал существование ионной составляющей у первичных космических лучей, которая вскоре была обнаружена (1948).
Предложил ( совм. с М. В. Конюковым) новый принцип ускорения электронов - линейный бетатрон (1958). Теория линейного бетатрона была создана совместно с Ц. И. Гуцунаевым.
Выдвинул (независимо от японского физика С. Танаки) гипотезу о существовании сверхсветовых частиц — тахионов, опираясь на идею о связи принципа причинности со вторым началом термодинамики и возможности его нарушения во флуктуациях (1960).
Выдвинул (совм. с В. И. Зубовым) ключевую идею о построении квазиравновесной теории кристаллов на основе несимметризованных функций распределения, плодотворность которой для объяснения сильно ангармонических эффектов была подтверждена практикой (1968).
Выдвинул идею об использовании струноподобных конфигураций как решений некоторых нелинейных уравнений поля для описания элементарных частиц и их возбуждений (1977).
Развил термодинамику живых систем как теорию антидиссипативных процессов (1988).

## Философия
В 1951 году Терлецкий подверг резкой критике Л. Д. Ландау за, по его мнению, идеалистические и реакционные теории в его «Курсе теоретической физики». В журнале «Вопросы философии» Терлецкий писал:

 Современная теоретическая физика, пожалуй, в большей мере, чем другие естественно-научные дисциплины, является ареной ожесточённой идеологической борьбы. Идеалистическая философия глубоко проникла в основные разделы теоретической физики и стала основой многих модных физических «теорий». Эти реакционные теории тормозят развитие науки и широко используются для пропаганды идеализма и открытой поповщины. Их разоблачение встречает ожесточённое сопротивление со стороны буржуазных учёных, отстаивающих свои классовые интересы. Как метко заметил замечательный учёный нашего века физик-материалист П. Ланжевен: «…Когда тот или иной философ-идеалист ссылается на физика-идеалиста, он лишь берет у него обратно те представления, которые когда-то ссудил ему сам».

Издаваемые в нашей стране книги и учебники по теоретической физике, естественно, должны разоблачать реакционные физические теории и материалистически истолковывать современную физику. Об этой азбучной для советских учёных истине, казалось бы, можно и не напоминать. Однако об этом приходится серьёзно задуматься, когда встречаешься с пропагандой обветшалых, давно разоблачённых идеалистических концепций на страницах книг, претендующих на роль современных учебников по теоретической физике. Речь идёт о серии книг, написанных академиком Л. Ландау совместно с его учениками, под общим заголовком «Теоретическая физика». В этих книгах, по сути дела, широко рекламируются такие реакционные концепции, как «принцип дополнительности», «теория расширяющейся вселенной» и, наконец, теория «тепловой смерти вселенной», хотя авторы и избегают называть их своими именами. — Я.П.Терлецкий «Об одной из книг академика Л. Д. Ландау и его учеников». Из журнала «Вопросы философии» № 5 за 1951 год, стр.190-194

## Монографии
- Терлецкий Я. П. Динамические и статистические законы физики. — М.: МГУ, 1950. — 98с.
- Терлецкий Я. П. Парадоксы теории относительности. — М.: Наука, 1965. — 120с.
- Терлецкий Я. П. Теоретическая механика. — М.: Изд-во Ун-та дружбы народов, 1987. — 160с.
- Терлецкий Я. П., Рыбаков Ю. П. Электродинамика: Учебное пособие для студентов физ. спец. университетов. — 2-е изд. перераб. — М.: Высшая школа, 1990. —352 с. — ISBN 5-06-001543-2.
- Терлецкий Я. П. Статистическая физика: Учебное пособие для физ.-мат. и физ. спец. вузов. — 3-е изд., испр. и доп. — М.: Высшая школа, 1994. — 350 с. — ISBN 5-06-002319-2.
- Вопросы причинности в квантовой механике: сборник переводов / под ред. Я. П. Терлецкого и А. А. Гусева; вступ. статья Я. П. Терлецкого. — М. : Изд-во иностр. лит., 1956. — 333 с.
- Терлецкий Я. П. (ред) «Поле и материя» М.: МГУ, 1971. — 163c.
- Терлецкий Я. П. «О происхождении космических лучей» Успехи физических наук. 1951. Том 44. No.5. С.46-69.

## Награды

### Ордена и медали
- Орден Ленина.
- Орден Трудового Красного Знамени.

### Премии
- Премия имени М. В. Ломоносова (1948) — за теорию индукционных ускорителей, II степень.
- Сталинская премия (1951) — за работы по теории индукционных ускорителей, опубликованные в журналах «Доклады академии наук СССР» и «Экспериментальная и Теоретическая физика» в 1948—1949 гг., II степень.
- Ленинская премия (1972) — за работы в области магнитной кумуляции.

### Почётные звания
- Заслуженный деятель науки и техники РСФСР (1973).